# فرودگاه صحرایی ارتش استوت
فرودگاه صحرایی ارتش استوت (به انگلیسی: Stout Army Air Field) (به زبان بومی: Mars Hill Airport) یک فرودگاه نظامی است که یک باند فرود آسفالت دارد و طول باند آن ۱۴۱۵ متر است. این فرودگاه در شهر ایندیاناپولیس کشور ایالات متحده آمریکا قرار دارد و در ارتفاع ۷۸ متری از سطح دریا واقع شده است.